# Van Cliburn
Van Cliburn [ˌvæn ˈklaɪbɜːrn], teljes nevén Harvey Lavan Cliburn Jr. (Shreveport, Louisiana, 1934. július 12. – 2013. február 27.) kétszeres Grammy-díjas amerikai zongoraművész.

## Élete
Édesanyja, Rildia Bee O’Bryan és Rosina Lhévinne tanítványa volt a Juilliard Scool of Musicban. Tizennyolc évesen debütált Houstonban; két év múlva bemutatkozott a Carnegie Hallban is. A nemzetközi zenei életbe akkor robbant be, amikor 1958-ban Moszkvában, a hidegháború idején megnyerte az első nemzetközi Csajkovszkij-verseny zongora kategóriáját. Nyikita Szergejevics Hruscsov is a nézőtéren ült.  
A hetvenes években sikere töretlen volt, de édesapja, és menedzsere, Sol Hurok halála után visszavonult a nyilvánosságtól. 1987-ben játszott újra Ronald Reagan és Mihail Gorbacsov találkozója alkalmából a Fehér Házban, majd a Carnegie Hall 100. évadának megnyitóján is. Közönségében királyok, arisztokraták mellett Dwight D. Eisenhowertól Barack Obamáig csaknem minden amerikai elnök szerepelt.
Legfontosabb felvételei, amelyek többnyire a chicagói RCA stúdióban készültek az ’50-es évek végétől kezdve, a kor technikai színvonalát  meghazudtolóan jó minőségben, többek közt a nagyszerű Reiner Frigyes vezényletével s a Chicago Symphony Orchestra közreműködésével: Schumann op.54-es, Prokofjev harmadik, Rahmanyinov második, Beethoven ötödik, Csajkovszkij első zongoraversenye és természetesen még sok más színvonalas és szóló zongoramű is.

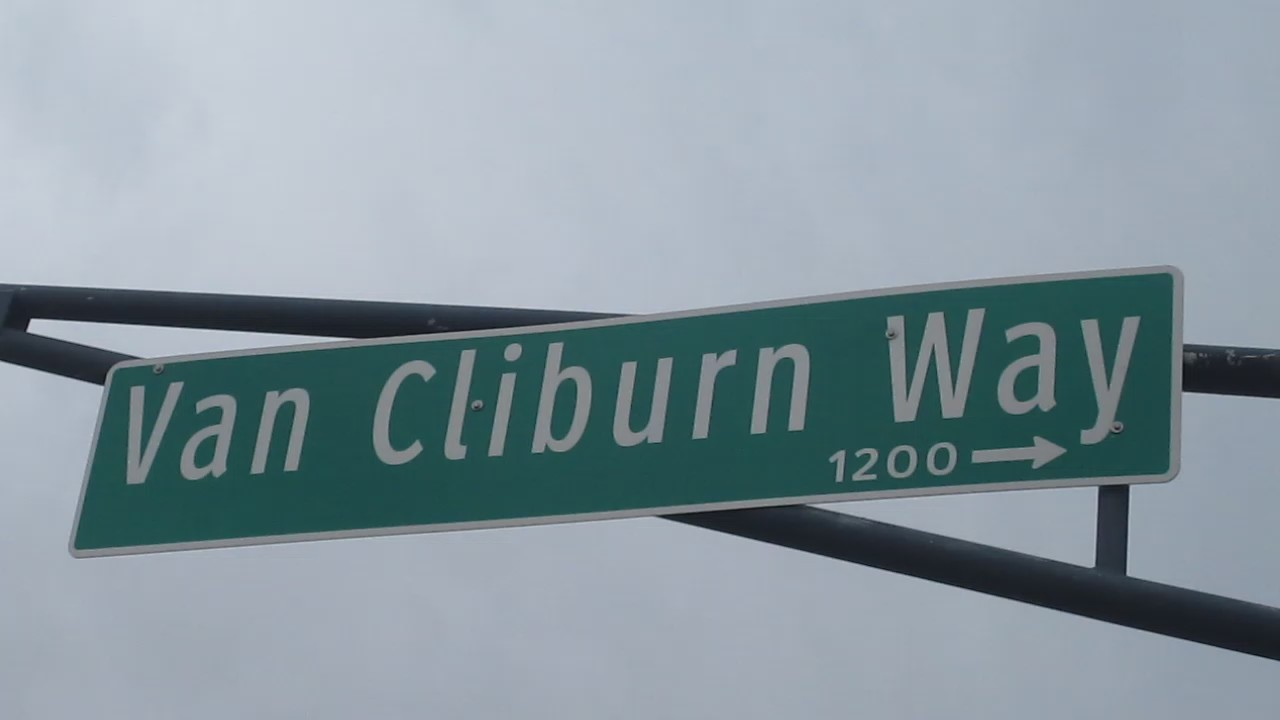
A róla még életében elnevezett út utolsó lakhelyén, Fort Worthben

Thomas Zarembához fűződő tizenhét éves élettársi kapcsolata 1994-ben ért véget. A kapcsolatról a közönség azután értesült, hogy Zaremba 1996-ban beperelte Cliburnt, kártérítést követelve azért, hogy kitette őt az AIDS veszélyének. A keresetet a bíróság elutasította.